# Hymenocephalus gracilis
Hymenocephalus gracilis är en fiskart som beskrevs av Gilbert och Hubbs 1920. Hymenocephalus gracilis ingår i släktet Hymenocephalus och familjen skolästfiskar. Inga underarter finns listade i Catalogue of Life.